# Kruhoočko japonské
Kruhoočko japonské (Zosterops japonicus) je malý druh pěvce z čeledi kruhoočkovitých (Zosteropidae). Tento 10–12 cm velký pták je podobně jako většina ostatních kruhooček převážně olivově zelený se žlutavým hrdlem a výrazným bílým proužkem kolem očí. Je všežravý, požírá převážně hmyz, jiné bezobratlé a bobule.
Jeho původní areál rozšíření zahrnuje velkou část východní Asie, včetně Japonska, Číny, Vietnamu a Filipín. Úmyslně byl však zavlečen i do jiných částí světa, a to jako klecový pták či jako možný prostředek na hubení hmyzích škůdců. Typickým příkladem je Havaj, kam byl druh zavlečen v roce 1929 a kde je dnes již zcela běžný. Působí zde však značné škody, a to jako vektor ptačích onemocnění, na která jsou zvláště citlivé některé původní druhy ptactva, např. šatovníkovití (Drepanididae).